# Karl Clausberg
Karl Clausberg (* 1938 in Eisenach) ist ein deutscher Kunsthistoriker. Er war Professor für Kunst- und Bildwissenschaften an der Universität Lüneburg.

## Leben
Er besuchte das  Johanneum in Hamburg und studierte Ingenieurwissenschaften. Anschließend fuhr er zur See. Danach studierte er Kunstgeschichte in Hamburg, London, und in Wien, wo er 1974 promoviert wurde. Er war Gaststudent am  Warburg Institut und ab 2004 Fellow am Wissenschaftskolleg zu Berlin.
Clausberg ist verheiratet mit Beate Borowska-Clausberg, der Vorsitzenden des Vereins Heine-Haus e. V. in Hamburg.

## Werke
- Zeppelin. Die Geschichte eines unwahrscheinlichen Erfolges. Schirmer/Mosel Verlag, München 1979 ISBN 978-3-921375-23-5.
- Kosmische Visionen. Mystische Weltbilder von Hildegard von Bingen bis heute. DuMont, Köln 1980 ISBN 978-3-7701-1239-5.
- Die Manessische Liederhandschrift. Dumont, Köln 1988, ISBN 978-3-7701-1042-1
- Die Wiener Genesis. Eine kunstwissenschaftliche Bilderbuchgeschichte. Fischer Taschenbuch Verlag, Frankfurt am Main 1993, ISBN 978-3-596-23917-7.
- Neuronale Kunstgeschichte (Ästhetik Und Naturwissenschaften / Neuronale Ästhetik), Springer Verlag, Wien 1999, ISBN 978-3-211-83073-4.
- Zwischen den Sternen: Lichtbildarchive Was Einstein und Uexküll, Benjamin und das Kino der Astronomie des 19. Jahrhunderts verdanken; Felix Eberty: Die Gestirne und die Weltgeschichte. Akademie Verlag, Berlin 2006, ISBN 978-3-05-004043-1.
- Vereint entzweit. Koalitionsfiguren. Georg Olms, Hildesheim 2020, ISBN 978-3-487-15757-3.